# Hirogen
Hirogen is een fictief volk uit het Star Trek-universum, uit de televisieserie Star Trek: Voyager.
De Hirogen zijn een nomadisch ruimtevolk uit het Delta-kwadrant. Hun maatschappij heeft een stammenstructuur met voor elke stam een leider, de Alfa-Hirogen. Ze zien andere volken als prooi en doen niets liever dan op gelijkwaardige tegenstanders jagen. Ze zijn zwaar gespierd en tot 2,5 meter lang. Technologisch zitten ze iets boven het niveau van Starfleet; zo bezitten ze geweren die tetryon-energie gebruiken, een energietype dat Starfleet nog niet kan beheersen.
Rond 2373 kwam Starfleet voor het eerst in contact met de Hirogen. De USS Voyager wist de jagende Hirogen telkens te ontvluchten. Bij de laatste verwoestende confrontatie in 2374 werd voor het eerst in de Hirogen-geschiedenis een staakt-het-vuren afgekondigd.

## Trivia
- Het Hirogenvolk heeft veel overeenkomsten met de Predators uit de films Predator, Predator 2 en Alien vs Predator.